# Igor Ossipov
Pour les articles homonymes, voir Ossipov.
Igor Vladimirovitch Ossipov (russe : Игорь Владимирович Осипов), né le 6 mars 1973 à Novoshumnoye (en) dans le district de Fyodorov (RSS kazakhe), est un officier de la marine russe. Ayant le grade d'amiral, il était, avant d'être limogé par Vladimir Poutine le 17 août 2022, commandant en chef de la flotte de la mer Noire.

## Carrière
Né en 1973 dans la RSS kazakhe, partie de l'Union soviétique, Ossipov étudie à l'école supérieure navale de navigation sous-marine, et rejoint la flotte du Pacifique après avoir obtenu son diplôme. Son premier service se passe à bord des petites corvettes anti-sous-marines de classe Grisha, gravissant progressivement les échelons pour commander son propre navire. Des nominations dans l'état-major de la flotte suivent, ainsi que des études plus poussées dans les établissements d'enseignement supérieur de la marine, avant de prendre le commandement de la base de la flotte de la Baltique à Baltiïsk. Il est nommé commandant de la flottille de la Caspienne en 2015, puis revient dans la flotte du Pacifique en tant que chef d'état-major et commandant adjoint l'année suivante, avant de devenir en 2018 chef adjoint de l'état-major général des Forces armées de la fédération de Russie. Il reprend le commandement de la flotte de la mer Noire en mai 2019.
En février 2022, dans le contexte de l'invasion russe de l'Ukraine, Ossipov est ajouté à la liste des sanctions de l'Union européenne pour être « responsable du soutien actif et de la mise en œuvre d'actions et de politiques qui compromettent et menacent l'intégrité territoriale, la souveraineté et l'indépendance de l'Ukraine ainsi que la stabilité ou la sécurité en Ukraine ».
Selon l'ancien député russe Ilia Ponomarev, Ossipov aurait été mis aux arrêts à la suite de la perte du navire amiral de la flotte russe, le Moskva, le 14 avril 2022.

Le 17 août 2022, il est limogé par Vladimir Poutine et remplacé à la tête de la flotte de la mer Noire, par le vice-amiral Viktor Nikolaïevitch Sokolov, après les explosions de Novofedorivka le 12 août.